# Bajor Választófejedelemség
A Bajor Választófejedelemség (németül: Kurfürstentum Bayern) történelmi állam a mai Németország területén. A Német-római Birodalom nyolcadik választófejedelme 1623 és 1806 között állt fenn, ekkor királyi rangra emelték.
A bajor hercegek a Wittelsbach-ház egy fiatalabb ágából származtak, míg egy idősebb ág adta a pfalzi fejedelmeket, akik a hét választófejedelemség közé tartoztak. A harmincéves háborúban a protestáns rendek a császár ellen lázadtak, s ezért 1621-ben II. Ferdinánd császár elvette a választófejedelmi rangot V. Frigyes pfalzi választófejedelemtől, s azt annak unokatestvérének, a katolikus I. Miksa bajor hercegnek adta. A vesztfáliai béke után a pfalzi fejedelemnek létrehozták a nyolcadik választófejedelmi címet, Miksa pedig megtarthatta rangját, amit ága 1777-es kihalásáig őrzött. Ekkor a két választófejedelmi cím újra egyesült. Az 1805-ös pozsonyi békét követően IV. Miksa József lemondott a választófejedelmi címről, kilépett a Német-római Birodalomból, és 1806. január 1-jén királlyá koronáztatta magát.

## Területe
A Bajor Választófejedelemség a mai Felső-, és Alsó-Bajorország, valamint Felső-Pfalz régiók területén helyezkedett el, azonban területét számtalan kisebb világi és egyházi birtok szabdalta fel. Ezek közül a legjelentősebb a freisingi, a regensburgi és a passaui püspökségek, illetve Regensburg szabad birodalmi városa. 1507-ben négy adminisztratív körzetre osztották: München, Burghausen, Landshut, és Straubing. A harmincéves háború után Felső-Pfalzban alakítottak egy újabbat Amberg központtal. 1779-ig az Inn-négyszög is hozzá tartozott, ekkor azonban Ausztriához csatolták. 1805-ben Tirolt és Vorarlberget is a fejedelemséghez csatolták. A tizenkilencedik század elején 97 apátság és több mint 200 kolostor szekularizációja révén növelték az állam területét.

## Története

### A harmincéves háborúban
Az 1597-ben a hercegi trónra kerülő Miksa 1610-ben a Protestáns Unió ellensúlyozására létrehozta a Katolikus Ligát. Ezt ugyan később átszervezte, hogy gátat szabjon a Habsburg-ház befolyásának, a kitörő harmincéves háborúban 1619-ben mégis Ausztria segítségére sietett. 1620-ban legyőzte a cseheket protestáns királyukkal – egyébként Miksa rokonával –, V. Frigyessel együtt. Tettéért Ausztria hálából neki ígérte Pfalzot egyéb területekkel.

A Bajor Fejedelemség területe 1618-ban

1622–1623-tól Miksa hadvezére, Johann von Tilly megszerezte Felső- és Rajnai Pfalzot, így a választófejedelemséget is. 1626-ban Miksa serege kiűzte a dán behatolókat az északi német területekről. Ennek ellenére Miksa pozíciója veszélybe került, amikor a Habsburgok Albrecht von Wallenstein vezetésével létrehozták az önálló császári hadsereget. Miksa 1630-ban kierőszakolta Wallenstein elbocsátását, és seregének feloszlatását, de Svédország hadbaléptekor Wallenstein visszakerült előbbi helyére. Miksa mesterkedéseinek következtében 1634-ben Wallensteint ismét elbocsátották.
Eközben 1632-ben Bajorország az új svéd támadók kezére került, és csak 1634-ben szabadult fel a nördlingeni csata után. Miksa ezek után már megelégedett azzal, hogy saját országát megvédje, és 1647-ben – francia és svéd győzelmeket követően – különbékét volt kénytelen kötni a harcoló ellenfelekkel. Miksa megérte a harmincéves háború végét, és az 1648-as vesztfáliai béke értelmében megtartott választófejedelemségét és Felső-Pfalzot, de a rajnai tartományokat vissza kellett adnia V. Frigyes fiának.
A 15 éves korában trónralépő Ferdinánd Mária sokat tett a háború okozta sebek begyógyításáért: szorgalmazta a mezőgazdaság és az ipar fejlesztését; számos templomot és kolostort építtetett, illetve újíttatott fel. 1669-ben összehívta az 1612 óta szünetelő országgyűlést.

### Nagyhatalmi törekvések

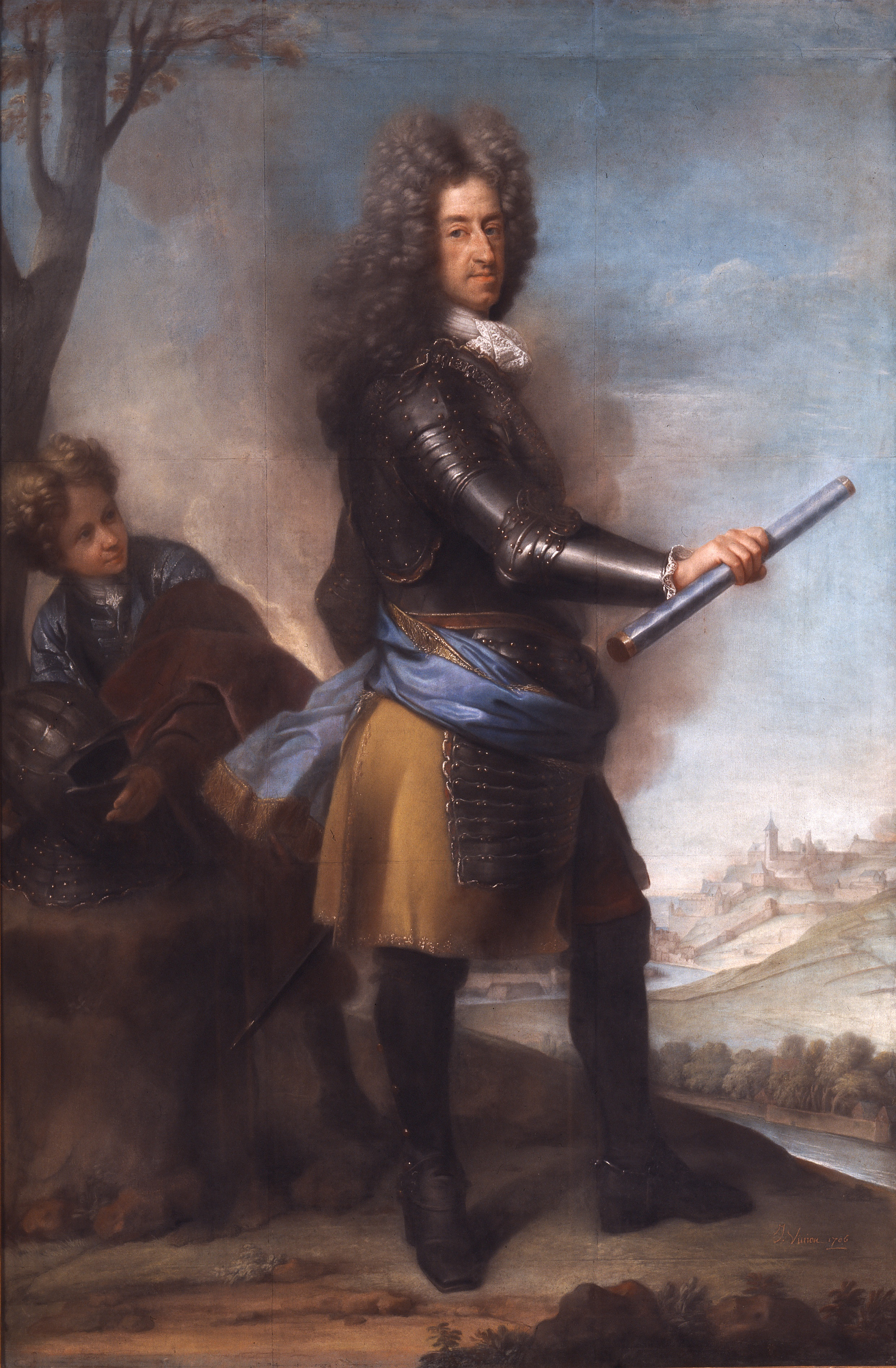
Miksa Emánuel, a „Kék Herceg”

A szintén fiatalon trónralépő II. Miksa Emánuel változtatott a választófejedelemség addigi külpolitikai irányvonalán. Apja, Ferdinánd Mária választófejedelem azon fáradozott, hogy országát kívül tartsa a nagyhatalmak konfliktusain. Miksa Emánuel viszont aktívan belevetette magát az európai hatalmi politikába, és offenzív módon törekedett a Wittelsbach-ház uralmának kiterjesztésére.
Bajorország 1683-tól Ausztria szövetségeseként belépett a Szent Liga háborújába. A bajor csapatok Miksa Emánuel vezetésével részt vettek Bécs felszabadításában, a kahlenbergi csatában, Buda ostromában, a nagyharsányi csatában, és Nándorfehérvár visszafoglalásában. Miksát hősies helytállása és hadvezéri képességei Európa-szerte ismertté tették, a császár főhadparancsnokká (Generalissimus) nevezte ki. Köpenyének színéről „Kék Hercegnek” nevezték („der Blaue Kurfürst”).
Ezt követően Franciaországgal lépett szövetségre a spanyol örökösödési háború idején. A höchstädti vereséget követően a fejedelemség osztrák-pfalzi megszállás alá került, mely a badeni béke aláírásáig tartott. A megszállás alatt több felkelés is kitört, melyet a megszállók véresen levertek.
Károly Albert a Habsburgokkal barátságos viszonyt ápolt, politikájában a Habsburg Birodalomra támaszkodott, de ő is céltudatosan törekedett ugyanarra, amire apja egész életét feltette, hogy megszerezze a Habsburgok örökségét és a német-római császári koronát. 1727–28-ban Károly Albert megpróbálta tető alá hozni a Wittelsbach-házból való választófejedelmek unióját (Bajorország, Köln, Pfalz, Trier), azzal a céllal, hogy a Német-római Birodalmon belül Ausztria és Poroszország ellensúlyozására egy harmadik, franciabarát blokkot hozzanak létre bajor irányítás alatt, mivel az önmagában gyenge Bajorországot a franciák még nem tekintették komoly szövetségesnek. A Wittelsbach szövetség 1728. április 16-án létre is jött.
1728. november 12-én Károly Albert megkötötte Franciaországgal az Ausztria ellen irányuló szövetségi szerződést (amelyet 1727-re datáltak vissza). Ebben XV. Lajos pénzbeli támogatásra kötelezte magát a bajor hadsereg felfegyverzéséhez, és a császári korona megszerzéséhez arra az esetre, ha VI. Károly férfi utód nélkül halna meg. 1732-ben Károly Albert megtámadta az 1713-as Pragmatica sanctio érvényességét. A regensburgi Birodalmi Gyűlésen Bajorország a pfalzi és szász választóval és más birodalmi rendekkel együtt szavazataival megakadályozta, hogy a Pragmatica Sanctió elnyerje a birodalmi rendek elismerését és garanciáját. 1735-ben – francia pénzen – a bajor haderőt 42 000 főre növelte.
Károly Albert emellett stabilizálta országa belső helyzetét, átszervezte a bajor közigazgatási rendszert, szétválasztotta a választófejedelem és a rendek szolgálatában álló közhivatalnokok jogállását. Országát nagy erővel fejlesztette, uralma alatt korábban nem látott mértékben javult a művészek és tudósok helyzete, fellendült a gazdaság és a kereskedelem. A választófejedelmet, aki apjához hasonlóan a Wittelsbach-ház nagy történelmi küldetését hirdette, az alattvalók tisztelete és őszinte rajongása vette körül.

Károly Albert császári címere

### Osztrák örökösödési háború
1740 októberében kirobbant az osztrák örökösödési háború, amelynek nyitányaként II. Frigyes porosz király elfoglalta Sziléziát. Ebben a háborúban Bajorország a Habsburgok ősellenségével, Francia Királysággal szövetkezett. Franciaország azonban nem állt érdekében a Habsburgok helyére a Wittelsbachokat ültetni, és csak korlátozott erejű katonai támogatást adtak. A francia és bajor csapatokat Bécs bevétele helyett Csehországba vezényelték, mivel a cseh királlyá koronázás a császárrá választás előfeltétele volt.
1741 májusában a bajor székvárosban, Münchenben, a Nymphenburg kastélyban Károly Albert kezdeményezésére Bajorország, Franciaország és Spanyolország küldöttei szerződésekben szabályozták a Habsburg Birodalom felosztását. A bajorok az osztrák és cseh tartományokat, a franciák Németalföldet, a spanyolok az itáliai Habsburg birtokokat kapták volna. Ősszel Szászország is csatlakozott a nymphenburgi megállapodásokhoz, neki Morvaország jutott.

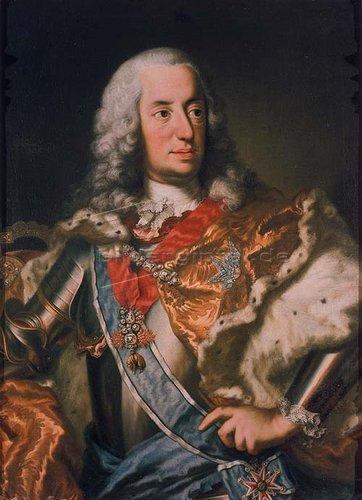
Károly Albert, azaz VII. Károly császár

1741-ben Károly Albert csapatai – a franciák támogatásával – elfoglalták Csehországot. 1741. november 19-én a cseh arisztokrácia behódolt és hűséget esküdött neki, majd cseh királlyá koronázták. A frankfurti Birodalmi Gyűlés őt választotta meg császárnak, és 1742. február 12-én Frankfurtban ünnepélyes keretek közt császárrá is koronázták VII. Károly néven.  IV. Lajos császár után 400 évvel Károly Albert lett a második bajor uralkodó a Német-római Birodalom trónján.
Közben Mária Terézia főhercegnő tárgyalásokat kezdett Nagy Frigyessel, titkos egyezményben lemondott Alsó-Sziléziáról, és fegyverszünetet kötött Poroszországgal. Az osztrák csapatok visszafoglalták a bajorok által megszállt osztrák területeket, aztán Bajorország ellen fordultak. Mire Károly Albertet Frankfurtban császárrá koronázták, országának csaknem teljes területe már osztrák kézre jutott. A koronázás után mindössze két nappal, február 14-én az osztrák csapatok elfoglalták Münchent. 1742-ben az osztrákok visszafoglalták Csehországot, a cseh rendek neki is hűséget esküdtek, a prágai érsek ezúttal Mária Teréziát koronázta cseh királynővé, ugyanolyan ünnepélyes körülmények között, mint egy évvel korábban Károly Albertet.
Röviddel azután, hogy a bajor hadsereg visszafoglalta Münchent, 1745. január 20-án VII. Károly császár elhunyt. Fia, III. Miksa lemondott apja nagyhatalmi ambícióiról, és megkötötte Mária Teréziával a füsseni békét, amelyben elismerte a Pragmatica sanctiót, és ígéretet tett arra, hogy a császárválasztáskor Ferenc lotaringiai hercegre (Mária Terézia férjére) szavaz.

### Pfalzbayern
Miksa halálával kihalt a Wittelsbach-család bajor ágának férfiága. Az 1774-ben a megkötött családi örökösödési szerződés értelmében Miksa országát és méltóságát a Wittelsbachok Pfalz-Sulzbach ágából (Rudolfinische Linie) származó IV. Károly Tivadar pfalzi választófejedelem (1724–1799) örökölte. A családi szerződés értelmében Károly Tivadar Pfalzi Választófejedelemségét (Kurpfalz) egyesíteni kellett a megörökölt Bajor Választófejedelemséggel. Az egyesített fejedelemségek területét Pfalzbayernnek nevezték.

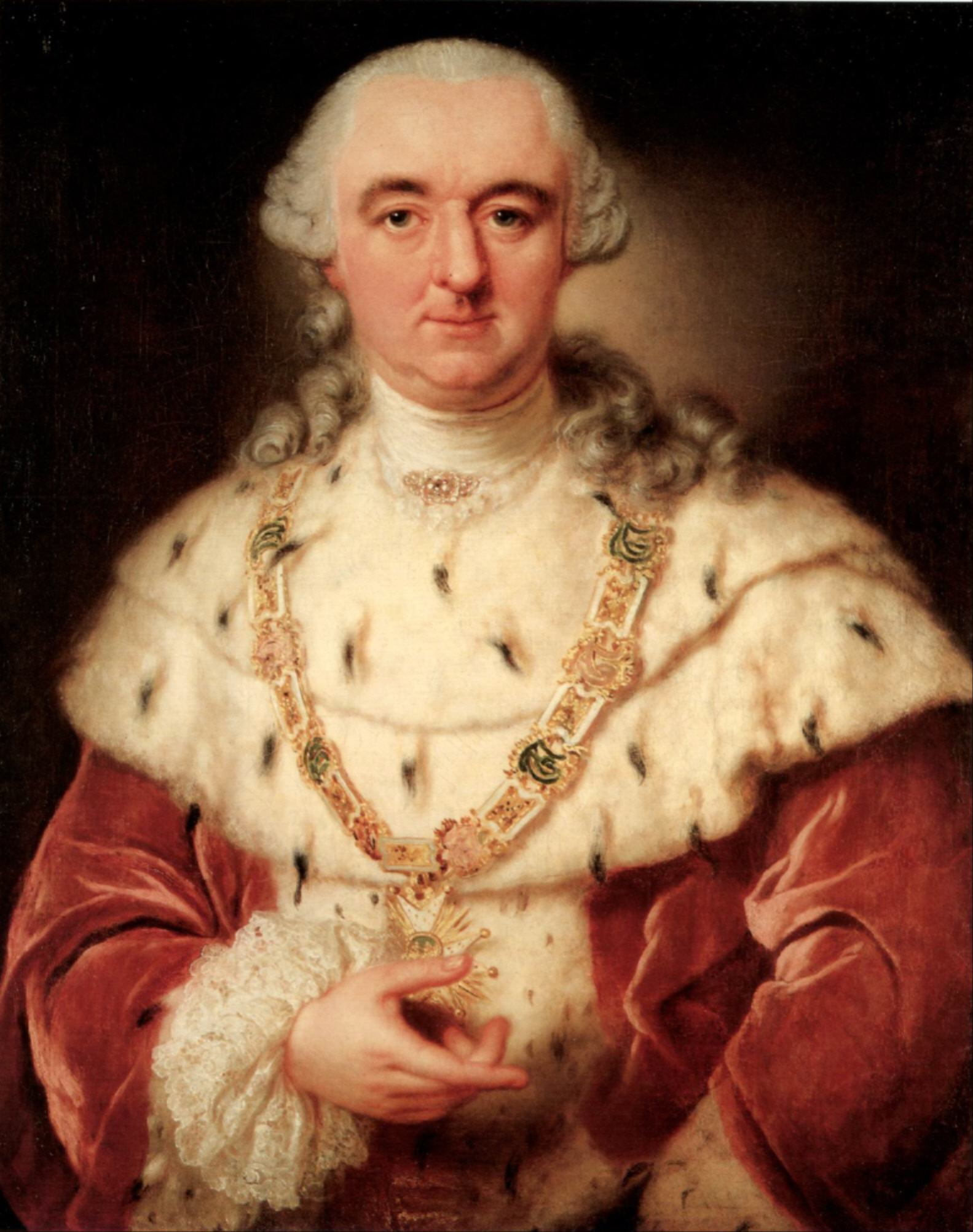
Károly Tivadar

A II. József császár már régóta megpróbálta megszerezni Bajorország egyes tartományait birodalma számára, és még III. Miksa életében tárgyalásokba bocsátkozott Károly Tivadarral, III. Miksa kijelölt örökösével. Károly Tivadarnak ugyanis nem volt törvényes gyermeke, aki az ő halála után Bajorországot tovább örökölhette volna. Számos törvénytelen gyermekének csak úgy biztosíthatott magas címeket és jövedelmeket, ha országának nagy területeit – köztük egész Alsó–Bajorországot és Felső-Pfalzot – átengedi II. Józsefnek, aki cserébe átadta volna Elő-Ausztria egyes részeit (Freiburgtól Konstanzig), emellett jelentős pénzösszeget ígért Károly Tivadarnak.
Nagy Frigyes porosz király ellenlépésként Szászországgal együtt hadat üzent Ausztriának. A Cseh- és Morvaországban folyó hadműveleteket a nagyhatalmak közvetítésével létrejött tescheni békeszerződés zárta le, ennek értelmében Ausztriának le kellett mondania szerzeményeiről, el kellett ismernie az egyesített Pfalzi és Bajor Választófejedelemséget, cserébe megkapta az Inn-négyszöget.

### Forradalmak időszaka
1792-ben a francia forradalmi csapatok feldúlták Pfalzot. 1795-ben a franciák Jean Victor Moreau vezetésével betörtek Bajorországba. Károly Tivadar egy ideig tétlenül nézte a franciák benyomulását, majd pedig egy kormányzó tanácsot hátrahagyva Szászországba távozott. Moreau jelentős hadisarc ellenében fegyverszünetet ajánlott, amit a tanács elfogadott. Az amúgy is meggyengült Bajoroszág tehát a háborúra készülő Ausztria és Franciaország közé szorult. Az osztrákok még 1799-re, Károly Tivadar halála előtt megszállták az országot, így az új választófejedelem, IV. Miksa József szorult helyzetbe került trónra.
Miksa 1799-ben osztrák nyomásra belépett a forradalmi Franciaország elleni háborúba. 1801-ben különbékét kötött, mely szerint a Rajnától nyugatra eső területeket elveszti, de máshol kárpótolják. Több mint tíz évig Franciaország szövetségese maradt. 1803-ban megkapta Würzburgot, Bamberget, Freisinget és Augsburgot, valamint más birtokokat is. 1805-ben Ansbach is a Bajor Választófejedelemség birtokába jutott.
1805. december 26-án a pozsonyi békében Miksa – I. Napóleon híveként – királyi címet kapott, lemondott a választófejedelmi rangról, és kilépett a Német-római Birodalomból. 1806. január 1-jén Bajorország királyává koronáztatta magát.

## Uralkodók
- I. Miksa (1623-1651)
- Ferdinánd Mária (1651-1679)
- II. Miksa Emánuel (1679-1726)
- Károly Albert (1726-1745)
- III. Miksa József (1745-1777)
- Károly Tivadar (1777-1799)
- IV. Miksa József (1799-1805)